# Municipio de Columbia (condado de Tyrrell)
El municipio de Columbia (en inglés: Columbia Township) es un municipio ubicado en el  condado de Tyrrell en el estado estadounidense de Carolina del Norte. En el año 2010 tenía una población de 2.929 habitantes.

## Geografía
El municipio de Columbia  se encuentra ubicado en las coordenadas 35°51′38.59″N 76°14′34.74″O / 35.8607194, -76.2429833.